# Toxocarpus excisus
Toxocarpus excisus är en oleanderväxtart som beskrevs av Rudolf Schlechter. Toxocarpus excisus ingår i släktet Toxocarpus och familjen oleanderväxter. Inga underarter finns listade i Catalogue of Life.